# Viola Reggio Calabria 1992-1993
Rosa della Viola Reggio Calabria per la stagione 1992-1993 di Serie A1.
Piazzamento finale: 6º posto, eliminata ai quarti di finale dalla Pallacanestro Treviso
Sponsor: Panasonic.
| Nome                                        | Nazionalità                              | Ruolo       | Nascita |
| ------------------------------------------- | ---------------------------------------- | ----------- | ------- |
| Donato Avenia                               | Italia (bandiera)                        | ala         | 1966    |
| Hugo Sconochini                             | Argentina (bandiera) · Italia (bandiera) | guardia-ala | 1971    |
| Alessandro Santoro                          | Italia (bandiera)                        | playmaker   | 1965    |
| Jorge Rifatti                               | Argentina (bandiera) · Italia (bandiera) | centro      | 1970    |
| Tiziano Lorenzon                            | Italia (bandiera)                        | ala-centro  | 1961    |
| Roberto Bullara                             | Italia (bandiera)                        | guardia     | 1964    |
| Dean Garrett                                | Stati Uniti (bandiera)                   | centro      | 1966    |
| Marco Spangaro                              | Italia (bandiera)                        | guardia     | 1969    |
| Paolo Giuliani                              | Italia (bandiera)                        | ala         | 1972    |
| Oleksandr Volkov                            | Unione Sovietica (bandiera)              | ala         | 1964    |
| Frank Kornet (dal 09/01/1993 al 28/02/1993) | Stati Uniti (bandiera)                   | ala         | 1967    |
| Keith Hughes (dal 14/02/1993 al 14/02/1993) | Stati Uniti (bandiera)                   | centro      | 1968    |
| All: Carlo Recalcati                        | Italia (bandiera)                        | -           | 1945    |